# Pamukkale
Pamukkale (tiếng Thổ Nhĩ Kỳ có nghĩa là "Lâu đài bông") là một địa điểm tự nhiên nằm trong Thung lũng sông Büyük Menderes thuộc tỉnh Denizli, tây nam Thổ Nhĩ Kỳ. Pamukkale có khí hậu ôn hòa, nổi tiếng với những suối nước nóng chứa nhiều muối khoáng cacbonat được tích tụ tạo thành những "ruộng bậc thang" đá vôi vô cùng ấn tượng, khiến ngành du lịch ở đây phát triển, nhất là việc tắm nước nóng ở Pamukkale được cho là có công dụng chữa bệnh. Đỉnh của "lâu đài bông" này là thành phố cổ thời Hy Lạp-La Mã Hierapolis nằm ở độ cao 160 m (525 ft) có chiều dài 2.700 mét (8.860 ft) và rộng 600 m (1.970 ft) tạo thành một cảnh quan văn hóa được UNESCO đưa vào danh sách di sản thế giới vào năm 1988. Cảnh quan này có thể được nhìn thấy từ những ngọn đồi ở phía đối diện của thung lũng ở thị trấn Denizli, cách đó chừng 20 km.

## Địa chất
Khu vực nằm ở vết đứt gãy giữa các mảng, ở dưới sâu trong lòng đất là hoạt động núi lửa tạo ra các hang động chứa đầy khí cacbon dioxide cùng các suối nước nóng
Pamukkale có cấu trúc hình bậc thang đá hoa vôi, một loại đá trầm tích được bồi tụ bởi các suối nước nóng phun tích tụ thành. Khu vực này bao gồm 17 suối nước nóng nhiệt độ dao động từ 35 °C (95 °F) tới 100 °C (212 °F). Nước nóng xuất hiện từ bắt đầu mùa xuân, được đẩy lên độ cao 320 mét (1.050 ft)  đỉnh của bậc thang đá hoa vôi. Tại đây, calci cacbonat sẽ được tích tụ trên một vùng rộng lớn có chiều dài 60 đến 70 mét (200 đến 230 ft) và rộng 24 mét (79 ft) tới 30 mét (98 ft). Khi nước bão hòa với calci cacbonat sẽ lắng đọng xuống bề mặt dưới dạng gel mềm, giải phóng khí carbon dioxide, và tích tụ calci cacbonat. Việc tích tụ tiếp tục cho đến khi lượng khí cacbonic trong nước nóng cân bằng carbon dioxide trong không khí.

## Hình ảnh

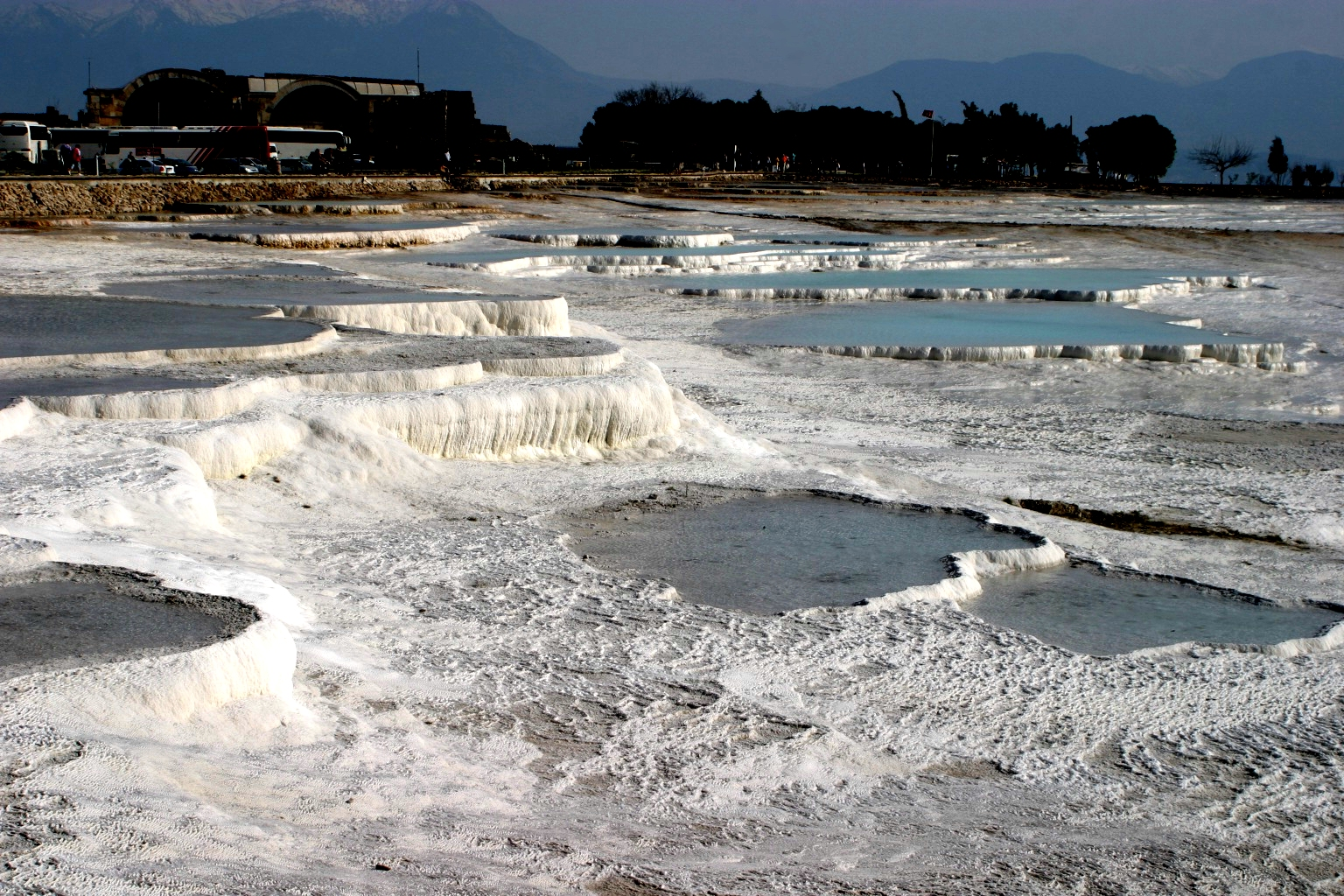
Suối nước nóng của Pamukkale
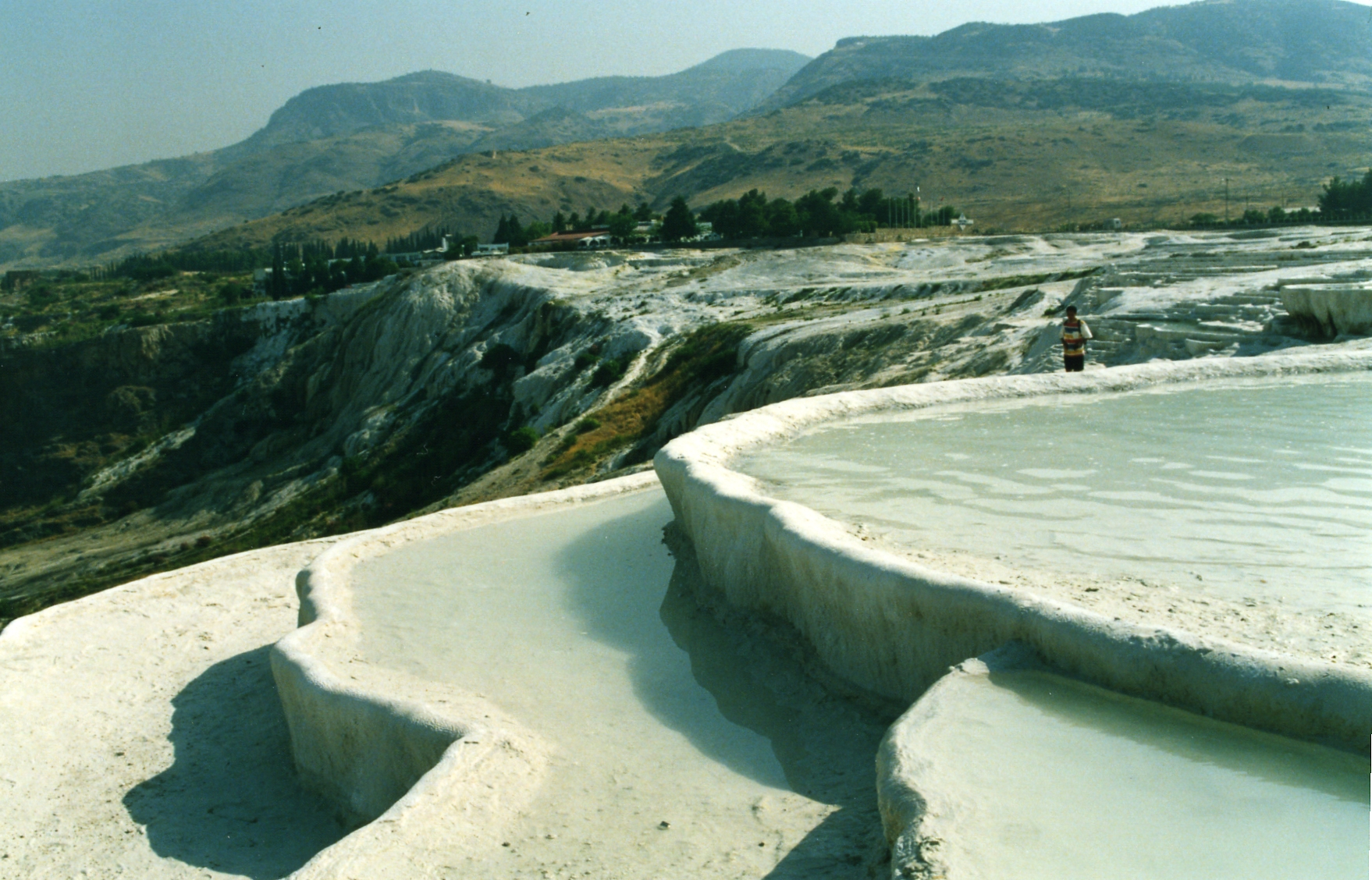
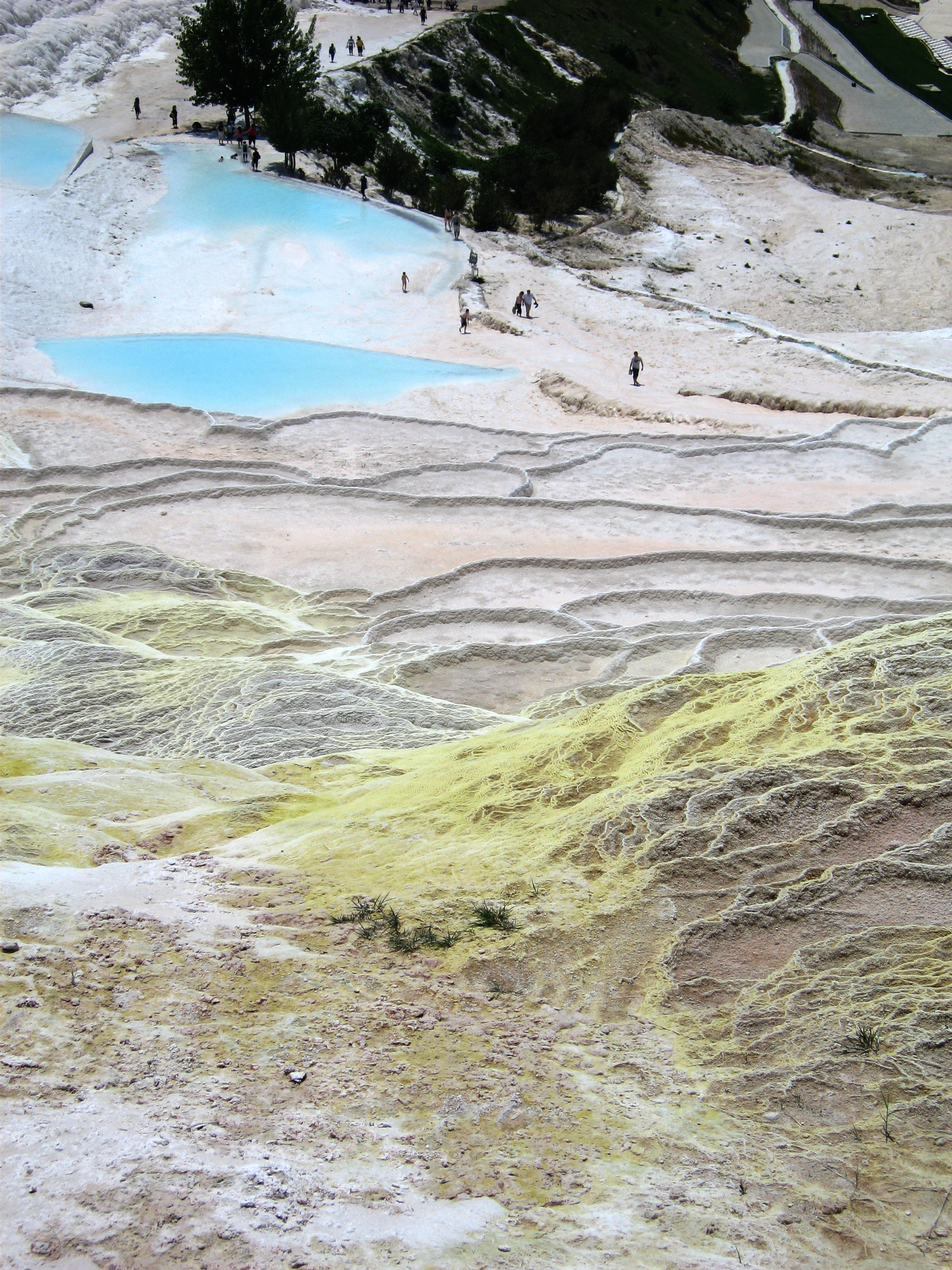
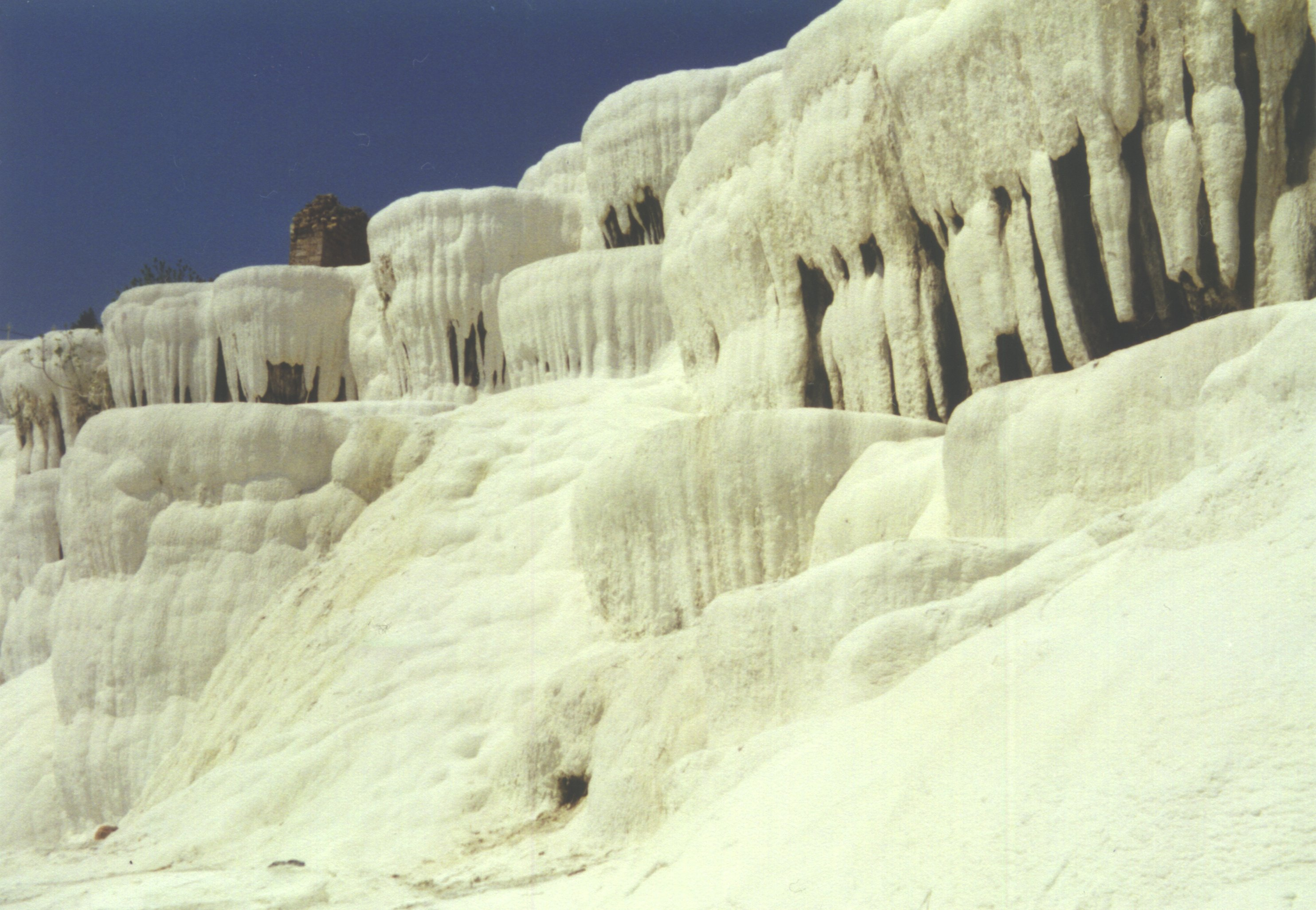
Bức tường đá vôi
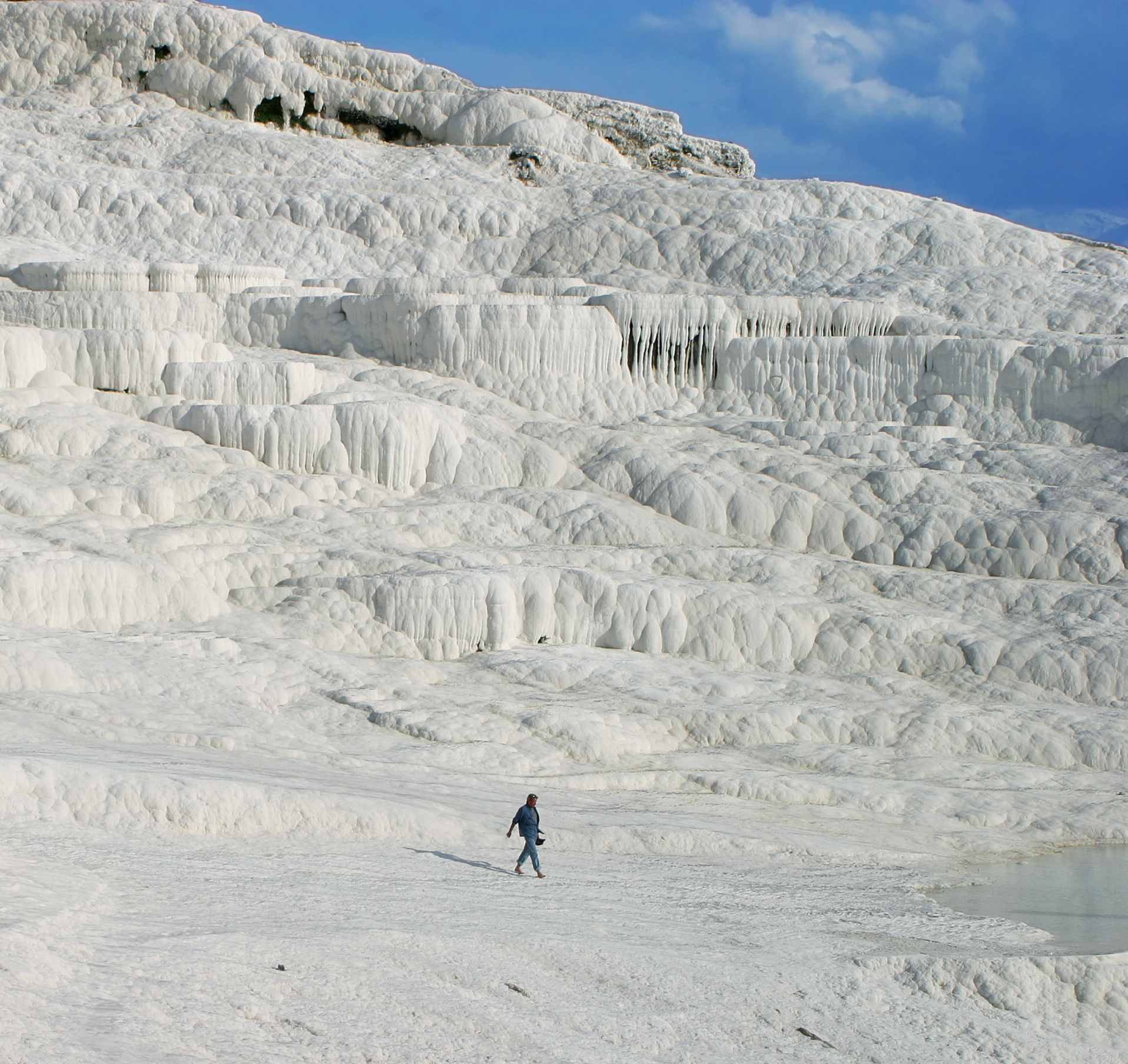
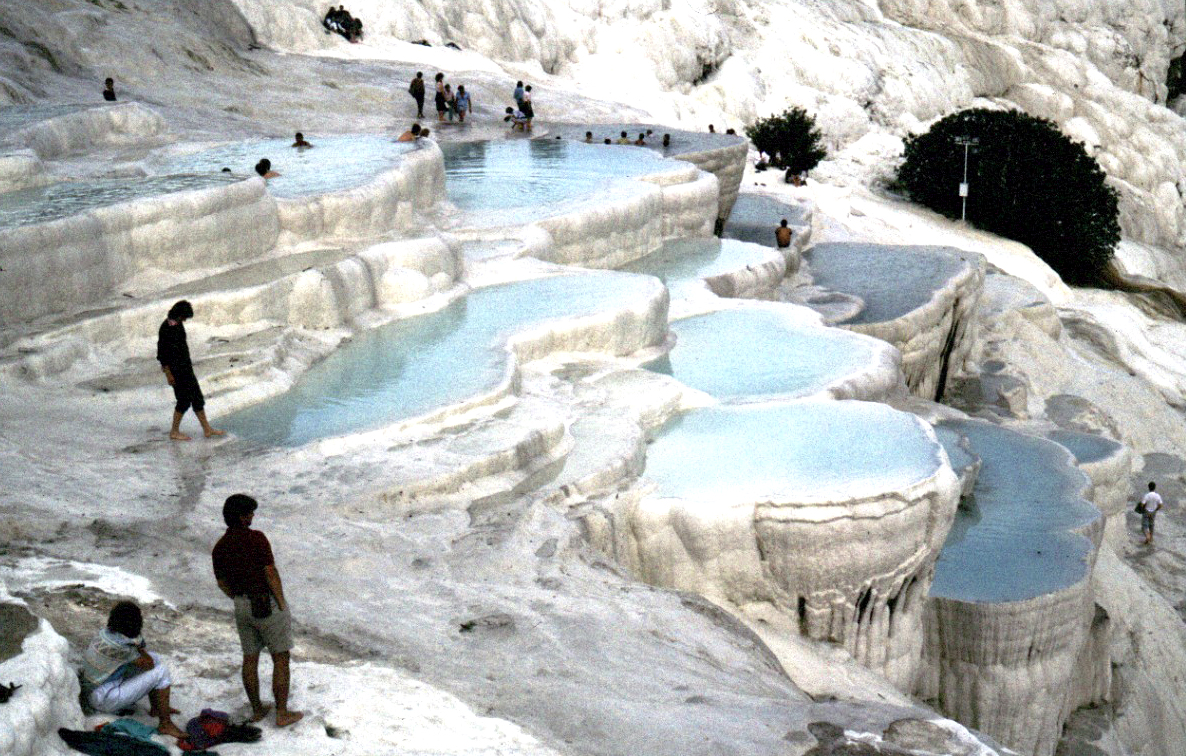
Hồ bơi
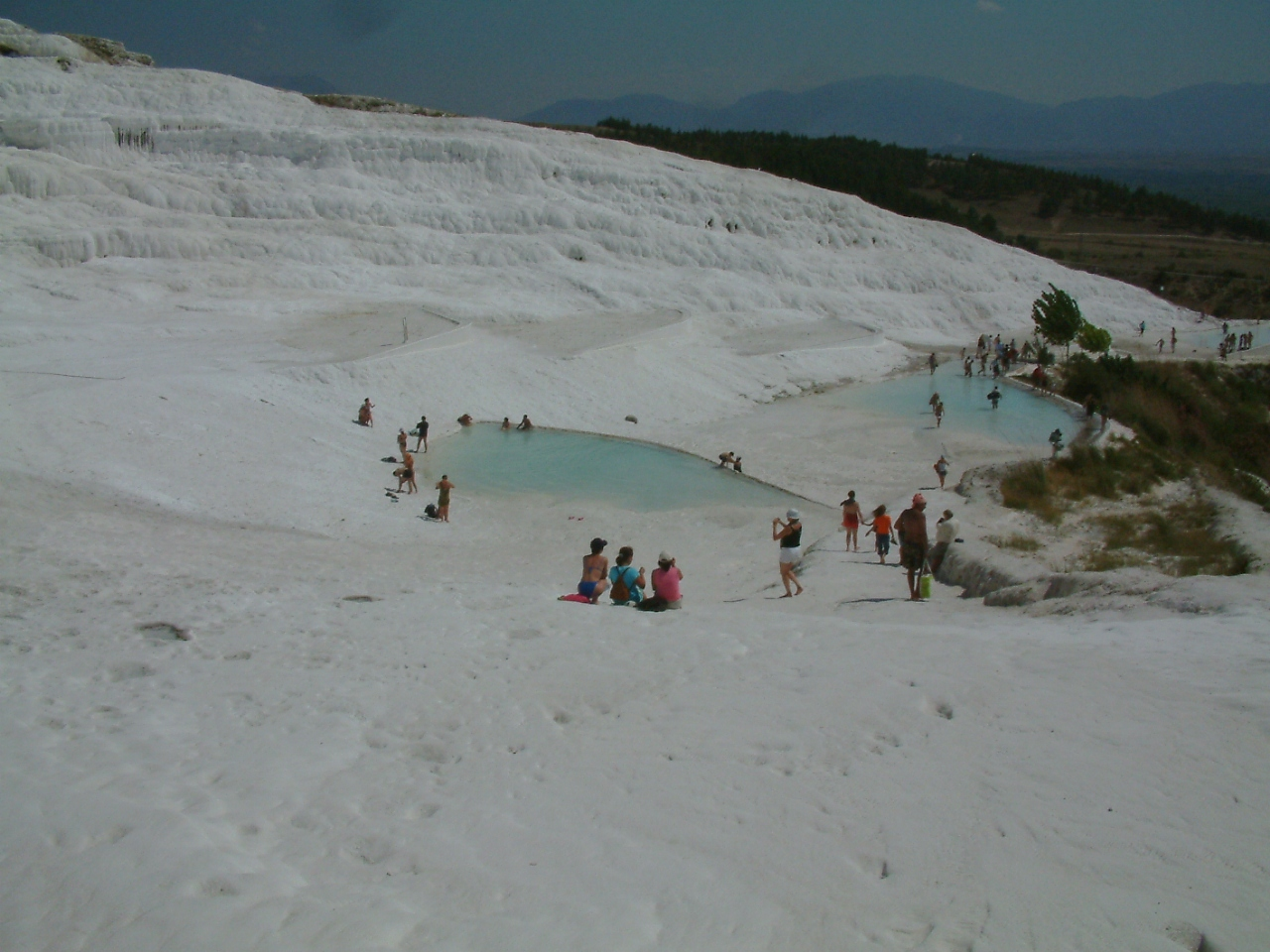